# Emerico
Emerico (o Emérico) es un nombre propio masculino de origen germánico en su variante en español. Proviene del nombre germano de tradición ostrogoda y francona Haimerich o Haimirich, compuesto de haimi, patria, y rikja, potente, por lo que significa "patria potente". Tiene, por tanto, el mismo origen que el nombre Enrique. La forma latina medieval es Heimericus, de donde proceden Aimericus y Americus, dando origen a la variante Américo, popularizada con la figura de Américo Vespucio.

## Santoral
- 1 de agosto: beato Emerico de Quart, obispo.
- 4 de noviembre: san Emerico de Hungría, confesor, hijo del rey San Esteban I de Hungría.

## Variantes
- Américo.
- Femenino: Emerica, América.

### Variantes en otros idiomas
| Variantes en otras lenguas | Variantes en otras lenguas |
| -------------------------- | -------------------------- |
| Español                    | Emérico, Américo           |
| Alemán                     | Emmerich                   |
| Catalán                    | Emeric, Amèric             |
| Checo                      | Imrich                     |
| Croata                     | Emerik, Mirko              |
| Danés                      | Emmerich                   |
| Eslovaco                   | Imrich                     |
| Esloveno                   | Emerik                     |
| Esperanto                  | Emeriko                    |
| Euskera                    | Emeriko, Ameriko           |
| Francés                    | Émeric, Aymeric            |
| Gallego                    | Emerico, Américo           |
| Griego                     | Αμέριγκο (Amérigko)        |
| Holandés                   | Emmerik                    |
| Húngaro                    | Imre                       |
| Inglés                     | Emeric, Americ             |
| Italiano                   | Emerico, Amerigo           |
| Latín                      | Americus                   |
| Lituano                    | Emerikas                   |
| Noruego                    | Emmerich                   |
| Polaco                     | Emeryk                     |
| Portugués                  | Emérico, Américo           |
| Rumano                     | Emeric                     |
| Sueco                      | Emmerich                   |

## Personajes célebres

### Reyes
| Hungría | Emerico I, rey de Hungría, Croacia, Dalmacia y Eslavonia de 1196 a 1204. |

### Otras personalidades
- Américo Castro, filólogo e historiador cultural español.
- Américo García Núñez, brillante filántropo y empresario tinerfeño.
- Américo López Méndez, político español.
- Américo Martín, abogado, político, escritor, columnista y exguerrillero venezolano.
- Américo Tomás, político y militar portugués.
- Américo Vespucio, navegante italiano.
- Américo Villarreal Guerra, político mexicano.
- Américo Zorrilla Rojas, político chileno.
- Aymeric Laporte, futbolista vasco-francés.
- Emeric Essex Vidal, marino y pintor inglés.
- Emerico de Hungría (santo), príncipe húngaro
- Imre Kertész, escritor húngaro.
- Imre Lakatos, matemático y filósofo de la ciencia húngaro.
- Imre Madách, escritor, poeta, abogado y político húngaro.
- Imre Nagy, político húngaro.